# Milan Tvrdík
Milan Tvrdík (10. listopadu 1953, Havlíčkův Brod) je český germanista a překladatel, vyučující na PedF UK.

## Životopis
Milan Tvrdík pracoval jako odborný a vědecký aspirant v germanistickém oddělení Ústavu pro českou a světovou literaturu ČSAV, zároveň v letech 1983–1986 vyučoval na DAMU. Od roku 1992 působil jako odborný asistent na tehdejší Katedře germanistiky, nederlandistiky a nordistiky FF UK. V letech 2000–2012 zastával post ředitele Ústavu germánských studií FF UK. Od roku 2020 je vedoucím katedry germanistiky na PedF UK. Profesorem germánských literatur byl jmenován v roce 2013.
Od roku 1999 je předsedou Goethovy společnosti v ČR.
Věnuje se nejen německé, ale i rakouské a švýcarské literatuře 19. a 20. století. Zabývá se především německy píšícími autory českých zemí. Přeložil mj. díla H. G. Adlera, Klause Merze, Josefa Winklera či Roberta Menasseho. Jako editor se podílel na vydání sborníků Goethe dnes = Goethe heute (2008) nebo Germanistik in den böhmischen Ländern im Kontext der europäischen Wissenschaftsgeschichte (1800-1945) (2006), spolupracoval na přípravě Slovníku německých spisovatelů (2007).
Milan Tvrdík je nositelem Záslužného kříže Rakouské republiky o vědu a umění.

## Literárněvědné studie v češtině (výběr)
- "A zmaten přízní stranickou i nenávistí, kolísá jeho obraz v historii". Valdštejn v Schillerově dramatu a u českých historiků. In: Friedrich Schiller: Valdštejnova smrt. Překlad Jiří Gruša. Praha: Divadlo na Vinohradech, 1999, s. 211-221
- Ingeborg Bachmannová a její dílo. In: Ingeborg Bachmannová: Malina. Praha: Mladá fronta, 1996, s. 289-307
- Poválečná trilogie Wolfganga Koeppena. In: Wolfgang Koeppen: Tři romány. Holubi v trávě - Skleník - Smrt v Římě. Překlad Petr Dvořáček (HvT), Jana Zoubková (S) a Rudolf Toman (SvŘ). Praha: Academia, 2008. S. 453 – 471
- Románový bestseller a jeho autor. In: Robert Schneider: Bratr spánku. Praha: Paseka, 2001, s. 167-179

## Překlady do češtiny (výběr)
- Adler, Hans Günther: Svoboda a bezmoc, Prostor, Praha 1998
- Maier, Andreas: Pokoj (Das Zimmer), Archa, Zlín 2013
- Menasse, Eva: Vienna (Vienna), Archa, Zlín 2010
- Merz, Klaus: Adamův kostým (výběr z knih Adams Kostüm a Am Fluss des Kamels), Archa, Zlín 2012
- Merz, Klaus: Benátské imprese (Venezianische Spiegelungen), Archa, Zlín 2009
- Merz, Klaus: Jakub spí (Jakob schläft), Archa, Zlín 2009
- Merz, Klaus: Pojedete se mnou k moři, slečno? (Kommen Sie mit mir ans Meer, Fräulein?), Zahrada, 2008
- Lorenz, Willy: Dialog s českou zemí: esejistické črty a imprese, Gemini, Praha 2002
- Rilke, Rainer Maria: Tichý doprovod a jiné prózy, Praha, Labyrint 2012, autorka předmluvy a Rilkova medailonu Viera Glosíková
- Turrini, Peter: Méně výkonní (Minderleister), Dilia, Praha 1989
- Winkler, Josef: Natura morta. Římská novela (Natura morta. Eine römische Novelle) Archa, Zlín 2011